# Каде (обычаи)
Каде́ (каз. кәде) — собирательное название традиций и обычаев казахского народа. Имеет множество видов, у каждого из которых есть свои правила и порядок. Например, каде, связанное с проведением тоя (тойбастар, айттык, муше суpay, коримдик, табарик, жыртыс, саркыт, другие); каде, касающееся сватовства (каргыбау, калын мал (калым), оли-тири, бата аяк, той малы, ат байлар, тойбастар, куйрык-бауыр, сандык ашар, шай куяр, куда тартар, табакка салар, куда аттандыру); каде, связанное с отправкой жениха и его приездом в дом невесты (есик кору, ентикпе, босага аттар, шымылдык байлар, балдыз коримдик, куйеу аттандырар и др.); каде, посвящённое ребёнку (ат кою (рус. наречение), бесикке салу, тусаукесер, кыркынан шыгару и другие), а также каде, свнзанное со смертью человека и его похоронами (садака, жыртыс, кабыршы кадеси, киим беру и другие).
Конаккаде, церемония гостеприимства, обязывающая гостя петь песни, играть на домбре и т.п.